# Eduardo Quilodrán
Eduardo Macario Quilodrán Sepúlveda (Galvarino, ¿? -Galvarino, 6 de abril de 2018), fue un político chileno que ha sido alcalde de la comuna chilena de Galvarino, Provincia de Cautín, Región de La Araucanía en el período 1992-1994. Fue el primer alcalde de Galvarino tras el regreso a la democracia en Chile, después de la dictadura de Augusto Pinochet.